# Lin Calel
Lin Calel es una localidad argentina del partido de Tres Arroyos, en el sur de la provincia de Buenos Aires.

## Ubicación
Se encuentra sobre la Ruta Provincial 72.

## Población
Durante el censo nacional del INDEC de 2010 fue considerada como población rural dispersa. En el censo anterior contaba con 69 habitantes (Indec, 2001).

## Toponimia
Topónimo araucano que significa "carnes blancas".

## Antecedentes
La Estación de FFCC y sus dependencias fueron habilitadas en 1929, ello incentivó el desarrollo de actividades agropecuarias en la zona de influencia. Sus pobladores fundaron la Escuela Nª31 Bartolomé Mitre, el Club Juventud Agraria y,durante varios años funcionaron el almacén de campaña de Luis Donadio y la herrería de José Brunman.